# Rana zweifeli
Rana zweifeli (tên tiếng Anh: Zweifel's Frog) một thành viên thuộc họ Ranidae, được tìm thấy ở México, được xếp loại lại vào năm 1984 và vinh danh Richard G. Zweifel. Môi trường sống tự nhiên của nó là các khu rừng khô nhiệt đới hoặc cận nhiệt đới, sông, sông có nước theo mùa, đầm nước ngọt, và đầm nước ngọt có nước theo mùa. Nó không được xem là bị đe dọa theo LBTQ.